# Faith in the Future
Faith in the Future è il secondo album in studio del cantante inglese Louis Tomlinson, pubblicato l'11 novembre 2022 dalla BMG.

## Tracce
Edizione Standard
1. The Greatest – 3:01
2. Written All Over Your Face – 2:40
3. Bigger Than Me – 3:41
4. Lucky Again – 3:27
5. Face the Music – 2:48
6. Chicago – 3:52
7. Common People – 2:58
8. Out of My System – 2:17
9. Angels Fly – 3:37
10. Saturdays – 4:24
11. Silver Tongues – 3:25
12. She Is Beauty We Are World Class – 3:39
13. All This Time – 2:55
14. That's the Way Love Goes – 2:30

Tracce Bonus Edizione Deluxe
1. Headline – 2:53

1. Holding On to Heartache – 3:30

Tracce Bonus Edizione Target
1. Paradise – 3:34
2. Copy of a Copy of a Copy (live from Lima) – 4:12

Tracce Bonus Edizione Deluxe Digitale
1. Change – 4:43
2. High in California – 3:04
3. Face the Music (Acoustic demo) – 2:38